# Bellicher
Bellicher: De macht van meneer Miller is een miniserie uit 2010 naar het boek De macht van meneer Miller van Charles den Tex uit 2005. Dit eerste seizoen werd in 2010 opgenomen en bestaat uit 4 afleveringen. Het eerste seizoen werd in november 2010 op Nederland 3 uitgezonden door de VPRO en in februari-maart 2014 op Eén. 
Bellicher: Cel is een miniserie uit 2013 naar het boek Cel van Charles den Tex uit 2008. Dit tweede seizoen werd in 2012 opgenomen en bestaat uit 6 afleveringen. Het tweede seizoen werd in februari-maart 2013 op Nederland 3 uitgezonden door de VPRO. Voordat het tweede seizoen werd uitgezonden, werd hij in oktober 2012 eerst uitgebracht als een bioscoopfilm van 88 minuten.

## Personages
| Personage             | Omschrijving                                                 | Serie                      | Serie                        |
| Personage             | Omschrijving                                                 | de macht van meneer Miller | Cel                          |
| --------------------- | ------------------------------------------------------------ | -------------------------- | ---------------------------- |
| Michael Bellicher     | communicatieadviseur                                         | Daan Schuurmans            | Daan Schuurmans              |
| Kirsten Bellicher     | zus van Michael                                              | Anna Drijver               | Anna Drijver                 |
| Vince Batte           | computerprogrammeur                                          | Benja Bruijning            | Benja Bruijning              |
| Huib Breger           | ‘beveiliger’ Miller netwerk                                  | Theo Maassen               |                              |
| Steiner               | gangster                                                     |                            | Huub Stapel                  |
| Guusje van Donnee     | advocaat                                                     |                            | Anniek Pheifer               |
| Richard Allaart       | chauffeur en neef van Wolbert Allaart                        |                            | Tim Murck                    |
| Wolbert Allaart       | Minister en voorzitter parlementaire enquêtecommissie        | Marc Klein Essink          | Marc Klein Essink            |
| Broekman              | hoofd AIVD                                                   |                            | Bram Coopmans                |
| Jonse                 | corrupte rechercheur                                         |                            | Lykele Muus                  |
| Margot Westerveld     | vervangster van Wolbert in de parlementaire enquêtecommissie |                            | Manoushka Zeegelaar Breeveld |
| Ruud Zwaal            | internetcrimineel                                            |                            | Gijs Naber                   |
| Danny Zwaal           | broer van Ruud                                               |                            | Sanne den Hartogh            |
| Jessica Bellicher     | (ex-)vrouw van Michael                                       | Aafke Buringh              | Aafke Buringh                |
| Kees Bellicher        | zoon van Michael                                             | Maas Bronkhuyzen           | Joost Koning                 |
| Eline/Lotte Bellicher | dochter van Michael                                          | Lisse Roland               | Ruscha Wijdeveld             |
| Bram van Waayen       | baas van Michael                                             | Jeroen Willems             |                              |
| Gijs van Olde Nijland | collega van Michael                                          | Tjebbo Gerritsma           |                              |
| Ina Radekker          | minnares van Michael                                         | Eva Marie de Waal          |                              |
| Johan Wolfson         |                                                              | Herman Gilis               |                              |
| Pepijn Wildbredt      |                                                              | Aus Greidanus jr.          |                              |
| Pleiting              | Inspecteur                                                   | Dennis Rudge               |                              |

Legenda:
 Hoofdrol
 Bijrol

## Bellicher: De macht van meneer Miller
De serie speelt zich af in Nederland en gaat over Michael Bellicher, die werkzaam is bij een van de grootste communicatiebureaus ter wereld. Binnen het bedrijf is het zijn taak om feiten zo gunstig mogelijk te presenteren. Hij heeft zelfs enkele ministers als klant.
Het geluk lijkt hem toe te lachen, tot hij getuige is van een moord, waarvan hij ten onrechte wordt beschuldigd, waarna hij zijn onschuld moet zien te bewijzen. Michael komt terecht in een internationale samenzwering en zijn vijanden lijken er alles aan te doen om hem het zwijgen op te leggen.

### Afleveringen
| Nr. | Titel          | Datum uitzending | Kijkcijfers |
| --- | -------------- | ---------------- | ----------- |
| 1 | "De zelfmoord" | 7 november 2010  | 579.000     |
| Communicatieadviseur Michael Bellicher vertrouwt de zelfmoord van een van zijn collega's niet en gaat op onderzoek uit. Al snel stuit hij op de naam van ene Meneer Miller. Dan gebeuren er ineens heel vreemde dingen in zijn leven.                                                                                 |                |                  |             |
| 2 | "De vlucht"    | 14 november 2010 |             |
| Michael Bellicher wordt opgejaagd door ‘veiligheidsspecialist’ Huib Breger en slaat op de vlucht. Op zoek naar een schuilplaats, blijkt dat hij nergens veilig is: hij lijkt overal te traceren. Dan krijgt Michael hulp uit onverwachte hoek…                                                                        |                |                  |             |
| 3 | "Het complot"  | 21 november 2010 | 509.000     |
| Op de vlucht voor Huib Breger en de mensen achter het Millernetwerk, ontdekt Michael Bellicher dat het complot veel groter is dan hij ooit had kunnen denken. Hij beseft dat zijn tegenstanders voor niets meer zullen terugdeinzen nu hij weet welke enorme belangen op het spel staan. Michael Bellicher moet dood. |                |                  |             |
| 4 | "Brussel"      | 28 november 2010 | 573.000     |
| Michael Bellicher is op de vlucht voor Huib Breger en hij beseft dat er maar een manier is waarop hij wellicht kan overleven: hij moet het Millernetwerk ontmaskeren en stoppen. Daarvoor moet hij naar Brussel, in het hol van de leeuw. Michael weet dat het een gevecht wordt op leven en dood.                    |                |                  |             |

### Dvd-uitgave
Op 23 maart 2011 is de dvd van Bellicher: de macht van meneer Miller uitgebracht. Deze is verspreid door Warner Bros.

## Bellicher: Cel
In de tweede serie raakt Michael Bellicher opnieuw in de problemen. Dit keer is zijn identiteit gestolen. Het begint met een arrestatie voor doorrijden na een dodelijk ongeluk terwijl zijn bankrekeningen geblokkeerd zijn na een enorme hypotheekschuld. Ondanks dat Michael huurt en geen auto heeft spreken alle bewijzen tegen hem. Maar dit blijkt maar het topje van de ijsberg te zijn. 
Achtervolgd door corrupte rechercheurs, internetcriminelen, gangsters en dubieuze AIVD-medewerkers, probeert Michael de ware aard van deze identiteitsfraude te achterhalen. Bijgestaan door Richard Allaart en Guusje van Donnee, die hun hulp wel heel opdringerig aanbieden. Zijn ze te vertrouwen of hebben ze meer te maken met de identiteitshandel dan ze willen toegeven? Kirsten en Vince staan Michael weer bij vanaf de computer.

### Afleveringen
| Nr. | Titel        | Datum uitzending | Kijkcijfers |
| --- | ------------ | ---------------- | ----------- |
| 1 | Aflevering 1 | 10 februari 2013 | 717.000     |
| Nadat Michael Bellicher getuige is geweest van een dodelijk auto-ongeval wordt hij voor een verklaring meegenomen naar het politiebureau. Maar zodra deze is opgesteld blijkt hij niet zomaar weg te kunnen gaan. Is hij nu opeens verdachte bij dit ongeluk of speelt er meer? Vol verbijstering zit hij opeens opgesloten in een cel, het begin van een ware nachtmerrie. |              |                  |             |
| 2 | Aflevering 2 | 17 februari 2013 | 617.000     |
| Als Michael voorlopig vrijkomt is de ellende is nog niet voorbij. Om erachter te komen wie zijn identiteit heeft gestolen, duikt hij samen met een onverwachte metgezel het Zuid-Hollandse Westland in. |              |                  |             |
| 3 | Aflevering 3 | 24 februari 2013 | 629.000     |
| De ontvoering van Danny Zwaal loopt volledig uit de hand. Ze hebben niet alleen de verkeerde van de gebroeders Zwaal, Danny krijgt ook nog eens hulp. Michael en Richard slaan noodgedwongen op de vlucht. |              |                  |             |
| 4 | Aflevering 4 | 3 maart 2013     | 694.000     |
| Michael ontdekt dat de identiteitenhandel van Ruud Zwaal slechts het topje van de ijsberg is. Op zoek naar Zwaals opdrachtgevers ontdekt hij per toeval de USB-stick van Wolbert Allaart. Zo stuit hij op een groep die ook slachtoffer is van een mysterieuze organisatie.                                                                                                 |              |                  |             |
| 5 | Aflevering 5 | 10 maart 2013    | 654.000     |
| Michael lijkt aan alle kanten in de val te zitten. Als de AIVD hem oppakt krijgt hij te maken met zware verhoren. Ondertussen brengen Richard en Guusje een bezoek aan het hol van de leeuw: het mysterieuze bedrijf AMSTABOUW. |              |                  |             |
| 6 | Aflevering 6 | 17 maart 2013    | 640.000     |
| Wie kan Michael beter vertrouwen, Steiner of Broekman? Zijn keuze drijft Michael en Richard uit elkaar. Dan verschijnt een man met een bomvest bij de uitvaartdienst van Wolbert Allaart, zijn naam: ‘Michael Bellicher’. |              |                  |             |

### Dvd-uitgave
Op 16 april 2013 verschijnt de dvd van Bellicher: Cel. Deze wordt verspreid door Dutch FilmWorks.